# Pekel (gmina Maribor)
Pekel – wieś w północno-wschodniej Słowenii, znajdująca się w gminie miejskiej Maribor.